# Dicerca herbstii
Dicerca herbstii (häufig unkorrekt Dicerca herbsti geschrieben) ist ein Käfer aus der Familie der Prachtkäfer. Die Gattung Dicerca ist in Europa mit sieben Arten vertreten, die Art Dicerca herbstii gehört zur Untergattung Argante.
Der Käfer ist sehr selten und kommt nur im östlichen Südeuropa vor.

## Bemerkung zum Namen und Synonymen
Da die zwei Arten Dicerca moesta und Dicerca herbstii beide selten sind und sich sehr ähneln, wurden sie anfangs als nur eine Art geführt und in den Sammlungen häufig miteinander verwechselt. Dies spiegelt sich auch in den Synonymen wider. Herbst beschreibt 1801 die häufigere Dicerca moesta unter dem Namen Buprestis quadrilineata. Dabei erwähnt Herbst auch abweichende Eigenschaften eines Einzelexemplars, welches er von Megerle erhalten hat. Charpentier stellt 1825 in seinen Horae entomologicae die beiden Arten Buprestis quadrilineata und Buprestis moesta  direkt hintereinander und erklärt danach lediglich die Unterschiede der beiden Arten, diese jedoch sehr ausführlich. Daraus geht hervor, dass Charpentier unter Buprestis quadrilineata  die Art Dicerca herbstii beschreibt, Buprestis quadrilineata Charpentier  ist also ein Synonym zu Buprestis herbstii. Buprestis quadrilineata Herbst dagegen ist ein Synonym zu Dicerca moesta.
Der Artname quadrilineata (lat. quadri- für 'vier' und lineata für 'gestreift') bezieht sich auf vier dunkle Längslinien auf dem Halsschild. Diese sind bei beiden Arten ausgebildet.
Der Käfer wird erstmals 1857 von Kiesenwetter beschrieben.  Kiesenwetter erkennt, dass das von Megerle an Herbst geschickte und von Herbst als Sonderform seiner Buprestis quadrilineata gewertete Exemplar eine eigene Art repräsentiert. Kiesenwetter benennt sie zu Ehren von Herbst Buprestis (Dicerca) herbstii und stellt sie bereits in die Untergattung Argante. Schon vor der Beschreibung des Käfers nimmt Kiesenwetter die Art unter dem Namen Dicerca herbstii in den Catalogus Coleopterorum Europae (Katalog der europäischen Käfer) auf. Der Käfer wird dort ab der 4. Auflage als Art geführt.
Der wissenschaftliche Name der Gattung Dicerca ist von altgr. δι dí für 'zwei' und κέρκος kérkos für 'Schwanz' abgeleitet und bezieht sich darauf, dass die schwanzartig verlängerten Enden der Flügeldecken mehr oder weniger auseinanderklaffen.
Der Name der Untergattung Argánte ist von altgr. αργής argés für 'weiß', 'glänzend' abgeleitet. Damit trennte Gistel die helleren von den dunkleren Arten der Gattung Dicerca.

## Eigenschaften des Käfers
|                                                            | |
| Abb. 1: Aufsicht                                           | Abb. 2: Vorderansicht                                                                                                  |
|                                                            | |
| Abb. 3: Seitenansicht ♀                                    | Abb. 4: Unterseite ♀                                                                                                   |
|                                                            | |
| Abb. 5: Flügeldeckenspitze                                 | Abb. 6: Oberlippe und Oberkiefer                                                                                       |
|                                                            | |
| Abb. 7: Schenkel des mittleren linken Beins beim Männchen  | Abb. 8: Rand linke Flügeldecke im letzten Viertel                                                                      |
|                                                            | Abb. 9: rot: Umriss der Schiene des mittleren Beins beim Männchen gelb: Teil des Schenkels blau: 1. Segment des Tarsus |
|                                                            | |
| Abb. 10: Ausschnitt aus der Flügeldecke, mittlerer Bereich | |

Der zwölf bis siebzehn Millimeter lange Käfer ist länglich oval, etwas gestreckter und etwas stärker gewölbt als Dicerca moesta. Die Unterseite ist glänzend rotkupfrig, die Oberseite matt und dunkel kupfrig mit nur wenig Erzschimmer. Nicht erhabene Stellen der Oberseite sind häufig weißlich bestäubt.
Der Kopf ist grob runzlig punktiert, die Stirn unregelmäßig eingedrückt. Die elfgliedrigen Fühler sind kaum so lang wie der Halsschild und nach innen stumpf gesägt. Die Oberlippe ist ausgeschnitten (Abb. 6). Der Oberkiefer ist stark gebogen und dreizähnig (Abb. 6). Die Kiefertaster sind viergliedrig, die beiden Endglieder kugelig-eiförmig. Das Endglied der Lippentaster ist eiförmig.
Der Halsschild ist vorn fast gerade begrenzt mit vorgezogenen spitzwinklig vortretenden Ecken, die Basis ist beidseitig sehr flach ausgerandet, die Hinterecken sind rechtwinklig. Der Halsschild ist in der vorderen Hälfte breiter als hinten und er ist vor der Mitte fast winklig ausgebaucht, auffälliger als bei Dicerca moesta. In der Mitte verlaufen vier wenig erhabene, runzlige, dunkle Längskiele. Während diese bei Dicerca moesta gut erkennbar annähernd parallel zueinander geradlinig ausgerichtet sind, sind sie bei Dicerca herbstii nur schwach und undeutlich ausgebildet und wenig regelmäßig. Die beiden äußeren Längskiele sind in der hinteren Hälfte meist breit unterbrochen, die inneren Längskiele sind in der Mitte krumm auseinander gebogen und umschließen wenig vor der Mitte eine glatte, erhabene Fläche.
Das Schildchen ist breiter als lang, ziemlich glatt, manchmal in der Mitte längs eingedrückt.
Die Flügeldecken sind breiter als der Halsschild. Sie sind hinter der Mitte wenig bis gar nicht verbreitert. Zur Flügeldeckenspitze hin sind sie annähernd geradlinig verengt. Die Spitze der Flügeldecken (Abb. 5) ist etwas in die Länge gezogen, das Ende leicht schräg abgestutzt, sodass die Außenecke etwas hinter der Innenecke liegt. Die Ecke an der Naht ist deutlicher, die Außenecke weniger deutlich zu einem Zahn ausgezogen. Die Flügeldecken sind gestreift, die geraden Intervalle grob und dicht punktiert, die etwas breiteren ungeraden Intervalle (beginnend an der Naht) in erhabene, weitgehend glatte Abschnitte (Spiegelflecken) und nicht erhabene, dicht punktierte Abschnitte unterteilt (Abb. 10). Im Unterschied zu Dicerca moesta sind die Spiegelflecke sehr grob, unregelmäßig begrenzt und teilweise ineinander laufend. Der Seitenrand der Flügeldecken ist zur Spitze hin nicht ganzrandig, sondern unregelmäßig schwach gekerbt (Abb. 8).
Die Schenkel der Männchen sind verdickt, stärker als bei Dicerca moesta. Die Schenkel des mittleren Beinpaares sind bei den Männchen auf der Innenseite lang und dünn weißlich behaart (Abb. 7). Die Mittelschienen der Männchen sind im ersten Drittel innen zu einer deutlichen Ecke erweitert (Abb. 9). Die fünfgliedrigen Tarsen sind kurz und breit, die drei mittleren Glieder sind unten lappenförmig erweitert, das Krallenglied entspringt nahe der Basis des oberseits tief eingeschnittenen vierten Glieds.
Die Unterseite (Abb. 4) ist dicht und tief punktiert. Die Punkte sind vorn rundlich und ineinanderfließend, nach hinten bilden sie kurze Längsrunzeln. Der in die Mittelbrust reichende Fortsatz der Vorderbrust (Prosternalfortsatz) ist zwischen den Vorderhüften breit, höchstens sehr flach rinnenförmig vertieft und bis zum Rand punktiert. Die Seiten des Prosternalfortsatzes sind nur sehr wenig erhaben, sie sind nicht von einem glatten, erhabenen Kiel begrenzt.
Die Hinterbrust zeigt beidseitig eine schräg verlaufende, bis zu den Schenkeldecken der Hinterbeine fortgesetzte Längsrippe (in Abb. 4 nur sehr undeutlich sichtbar).
Das letzte Hinterleibssegment ist beim Männchen flach, deutlich ausgerandet, beim Weibchen spitz abgerundet.

## Biologie
Die adulten Tiere findet man an absterbenden Exemplaren der Griechischen Tanne. In diesen entwickeln sich auch die Larven. Dabei wird die Art zu den Käfern gezählt, die sich vorwiegend in stehenden, besonnten, mittelstarken Totholzstrukturen entwickeln, bei denen die Pilzmycelien im Holz sich wegen der durch die Besonnung bedingten Trockenheit nur sehr langsam entwickeln.
Der Zeitraum der Funde adulter Käfer liegt in Griechenland zwischen dem 17. April und dem 18. September. Aus Holzscheiten, die aus Griechenland nach Deutschland mitgenommen wurden, schlüpften zwischen dem 8. und 28. September insgesamt vier Exemplare des Käfers. Es wird vermutet, dass der späte Zeitpunkt der Schlupfe auf das kältere Klima in Deutschland zurückzuführen ist. Die Entwicklung ist mehrjährig. In den wenigen beobachteten Fällen wurde die Puppenwiege 1,6 bis 2 cm unter der Oberfläche angelegt. Die Schlupfgänge führten fast senkrecht zur Oberfläche. Die Schlupflöcher waren annähernd elliptisch, die  Hauptachse durchschnittlich 1,8 mal so groß wie die Nebenachse (3 Messungen). Die Käfer schlüpften nachts.

## Verbreitung
Kiesenwetter erwähnt 1857, dass der Käfer bisher nur, und zwar äußerst selten, in den Österreichischen Alpen aufgefunden wurde. Die wenigen älteren Angaben über Funde in Österreich/Südtirol wurden mehrfach angezweifelt und beruhen vermutlich auf Fehlbestimmungen oder Fundortverwechslungen. 1981 wurde vorgeschlagen, den Käfer aus der mitteleuropäischen Fauna zu streichen. Nach heutigen Angaben beschränkt sich das Verbreitungsgebiet des Käfers auf Albanien, Griechenland und Nordmazedonien.